# Der Besuch
Der Besuch ist ein Spielfilm aus dem Jahr 1964 und eine Filmadaption des Bühnenstückes Der Besuch der alten Dame von Friedrich Dürrenmatt.

## Handlung
Claire Zachanassian ist eine steinreiche Frau. Sie kehrt nach Jahren der Abwesenheit in ihren Heimatort zurück. Den Bürgermeister der Stadt plagen große Geldsorgen und er macht sich große Hoffnungen, dass die reiche Tochter der Stadt weiterhelfen wird. Frau Zachanassian hat jedoch nicht vergessen, warum sie damals die Stadt verließ. Sie erwartete als Teenager ein Kind von Serge Miller und wurde von den Bürgern aus der Stadt vertrieben. Mit dem Besuch ist die Zeit für die Rache gekommen. Sie ist bereit der Stadt bei ihren Geldsorgen zu helfen. Ihre Forderung ist jedoch, dass Serge Miller dafür getötet wird. Unter dem Druck der Geldsorgen kommt es tatsächlich zum Todesurteil für Serge Miller. Erst kurz vor seiner Hinrichtung begnadigt Claire Zachanassian ihren einstigen Liebhaber.

## Hintergrund
Der große Unterschied zwischen Filmfassung und Theaterstück ist das in den Film hineingearbeitete Happy End. Bei Dürrenmatt wird Serge Miller (dort Alfred Ill) tatsächlich ermordet. Die 20th Century Fox verlangte jedoch die Änderung von Bernhard Wicki. Eine weitere Änderung war die Verlegung des Handlungsortes von der Schweiz in ein Land auf dem Balkan.
Der Film wurde vom 9. September bis zum 17. Dezember 1963 in englischer Sprache im Filmstudio Cinecittà gedreht. Die Außenaufnahmen entstanden in Ponte Galeria bei Rom. Léon Barsacq entwarf die Bauten und René Hubert die Kostüme.
Der Film wurde zu den Internationalen Filmfestspielen von Cannes 1964 eingeladen. Im Rahmen des Wettbewerbes fand die Welturaufführung am 6. Mai 1964 statt. Die deutsche Kinopremiere war schließlich am 17. September 1964 an der Filmbühne Wien in Berlin.
Bernhard Wicki war gleichermaßen mit Dürrenmatt wie mit Max Frisch befreundet, zwischen denen eine Freundschaft, aber auch eine Rivalität bestand. Damals lebte Frisch in Rom und stattete den Dreharbeiten einen Besuch ab. Dass er im Film einen 8-Sekunden-Auftritt hat, bei dem er deutlich zu erkennen ist, blieb mehr als ein halbes Jahrhundert fast unbemerkt und war selbst Dürrenmatt- und Frisch-Kennern nicht bekannt.

## Kritiken
„Bernhard Wickis Inszenierung besitzt einige Glanzpunkte, verfällt jedoch weitgehend einem vordergründigen Realismus und macht aus der bitteren Parabel ein eher konventionelles Melodram. Das Happy-End – die Frau rettet im letzten Moment ihren früheren Geliebten vor der Hinrichtung – wirkt wie ein aufgezwungener Kompromiß.“

## Auszeichnungen
Neben der Nominierung für den Wettbewerb um die Goldene Palme von Cannes wurde der Schweizer Kostümbildner René Hubert für seine Arbeit an diesem Film 1965 für einen Oscar nominiert.